# Bistum Sutri
Das Bistum Sutri war eine in Italien gelegene römisch-katholische Diözese mit Sitz in Sutri.

## Geschichte
Nach einer Legende schickte Petrus selbst Romulus als Bischof nach Sutri. Die erste urkundliche Erwähnung eines Bischofs, Eusebius, datiert aus dem Jahr 405. 900 erhielt es Gebiete des aufgelösten Bistums Monterano. Wegen der daraus folgenden finanziellen Probleme vereinigte Papst Eugen IV. mit der Bulle Sacrosancta Romana ecclesia am 12. Dezember 1435 das Bistum Sutri aeque principaliter mit dem Bistum Nepi. Die Jurisdiktionen und Verwaltungen beider Bistümer blieben aber weiterhin getrennt.
Um den Streitigkeiten zwischen den Domkapiteln von Nepi und Sutri ein Ende zu setzen, verfügte die Heilige Konzilskongregation Anfang des 18. Jahrhunderts, dass es zwei Generalvikare geben sollte und dass die Bischöfe in den Ernennungsbullen abwechselnd den Titel Bischof von Nepi und Sutri und Bischof von Sutri und Nepi erhalten sollten. Am 10. April 1976 wurden die Bistümer Nepi und Sutri in persona episcopi mit den Bistümern Civita Castellana, Orte und Gallese vereinigt. Die Bistümer Nepi und Sutri wurden am 11. Februar 1986 endgültig aufgelöst und ihr Gebiet wurde vollständig dem Bistum Civita Castellana angegliedert. Santa Maria Assunta in Sutri wurde Konkathedrale des neuen Bistums. Im März 1991 errichtete Papst Johannes Paul II. es wieder als Titularbistum Sutrium.

## Bischöfe von Sutri
- 405: Eusebius
- 968-Oktober 974: Benedetto, danach Papst Benedikt VII.
- Oktober 1253–1275: Menco (Morico, Moruccio)
- ab 1275: Francesco
- 1279–1282: Florasio
- 12. Januar 1283–1290: Aldobrando
- ab 16. Mai 1290: Giacomo
- 7. Juni 1325–1328: Tommaso OP
- 16. November 1328–1332: Berengario
- 19. März 1333–1339: Uguccione di Perugia OFM
- 20. März 1340–1342: Giovanni
- 19. Juli 1342–1348: Giovanni Vergoni OESA
- ab 13. Februar 1353: Nicola
- ab 12. Oktober 1360: Pietro Velli OFM
- ab 5. Juni 1363: Angelo da Vetralla
- ab 25. Januar 1377: Domenico
- ab 1. Mai 1384: Pietro Cenci
- 16. Juni 1406–1411: Andrea
- 19. Oktober 1411–28. Februar 1429: Domenico d’Anglona OCist., danach Bischof von Montefiascone
- 13. November 1430–12. Dezember 1435: Luca Rossi de’ Tartarinis, danach Bischof von Nepi e Sutri